# Рио Албо (Верона)
Рио Албо је насеље у Италији у округу Верона, региону Венето.
Према процени из 2011. у насељу је живело 106 становника. Насеље се налази на надморској висини од 103 м.